# Центральный (стадион, Ижевск)
Центра́льный республика́нский стадио́н «Зени́т» — стадион в городе Ижевск, Республика Удмуртия. Является главным и крупнейшим стадионом республики с вместимостью— 20 000 зрителей.
Стадион был построен в 1968 году. С тех пор на нём проводятся все важнейшие соревнования региона, включая футбол и лёгкую атлетику. В 2006 году завершился капитальный ремонт чаши. Были установлены пластиковые сиденья, постелен новый газон, восстановлены информационное табло и система подогрева и полива поля. Арена стала отвечать всем современным требованиям.
Расположен в центральной части города в своеобразном спортивном городке. Рядом со стадионом находятся теннисные корты, ледовый дворец, крытый каток, футбольная школа, муниципальный дворец спорта.

## История
Предшественник современного «Зенита» — тоже стадион «Зенит», ещё деревянный, строительство которого началось в 1924 году на Карлутской площади. Его открыли 12 июля 1933 года. Деревянные трибуны стадиона вмещали 3000 зрителей.
О строительстве нового сооружения впервые заговорили ещё в конце 30-х годов. Но реализации планов помешала война.
В начале 1950-х был определён участок под стадион — территория площадью около 10 гектаров между улицами Удмуртская, Советская и Красногеройская, недалеко от действовавшего с начала 30-х стадиона «Зенит». В 1952 году Комитет содействия строительству стадионов опубликовал в республиканской прессе ряд материалов, нацеленных на то, чтобы склонить общественное мнение в пользу сооружения объекта. Это было не так просто. У стройки нашлась масса противников — стадион должен был появиться на месте старого городского кладбища. Мощным препятствием стал ещё один фактор, наличие которого в те годы замалчивалось — Ижевск, как центр оборонной промышленности, являлся закрытым для посторонних городом. Надеяться на то, что на ижевском стадионе станут проводить крупные соревнования с приездом гостей хотя бы из республик СССР, не говоря уже о других странах, не приходилось. А для городских соревнований большой стадион, как тогда считалось, был не нужен.
Первый официальный матч на стадионе состоялся в 1968 году в рамках чемпионата СССР среди команд третьей подгруппы второй группы «А». Ижевский «Зенит» сыграл вничью с ленинаканским «Шираком» — 0:0.

## Планируемые реконструкции
В планах руководства республики построить рядом со стадионом тренировочное поле с искусственным покрытием, а также надстроить над трибунами козырьки.

## Адрес
426039, г. Ижевск, ул. Советская, 33